# Liste des mammifères en Estonie

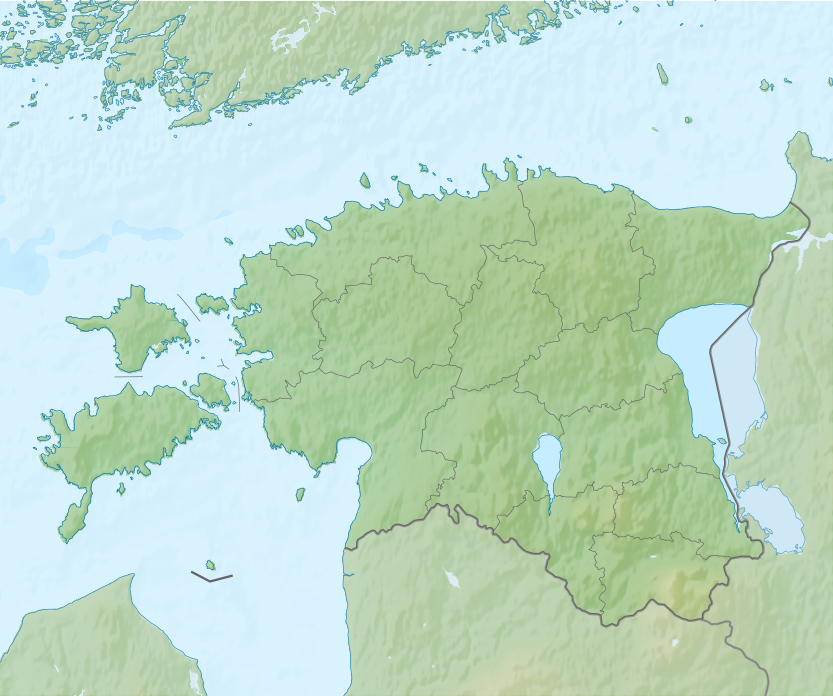
Carte topographique de l'Estonie.

Localisation de l'Estonie en Europe.

Cette liste commentée recense la mammalofaune en Estonie. Elle répertorie les espèces de mammifères estoniens actuels et celles qui ont été récemment classifiées comme éteintes (à partir de l'Holocène, depuis donc 11 700 ans av. J.‑C.). Cette liste comporte 84 espèces réparties en dix ordres et 25 familles, dont une est « en danger critique d'extinction », un autre est « en danger », deux sont « vulnérables » et cinq sont « quasi menacées » (selon les critères de la liste rouge de l'UICN au niveau mondial).
Elle contient au moins huit espèces introduites sur ce territoire, qui sont plus ou moins bien acclimatées. Il peut contenir aussi dans cette liste des animaux non reconnus par la liste rouge de l'UICN (un mammifère ici) et ils sont classés en « non évalué » : cela étant dû notamment au manque de données et à des espèces domestiques, disparues ou éteintes avant le XVIe siècle. Il n'existe pas en Estonie d'espèces et de sous-espèces de mammifères endémiques.

## Statuts de la liste rouge de l'UICN
Les statuts de conservation utilisés par la liste rouge de l'UICN mondiale sont :
| (EX) | Éteint                  | Il n'y a pas le moindre doute sur le fait que le dernier spécimen recensé est mort.                                                                   |
| (EW) | Éteint à l'état sauvage | L'espèce est connue uniquement en captivité ou en tant que population naturalisée bien en dehors de son ancienne aire de répartition.                 |
| (CR) | En danger critique      | L'espèce risque prochainement de s'éteindre à l'état sauvage.                                                                                         |
| (EN) | En danger               | L'espèce fait face à un très gros risque d'extinction à l'état sauvage.                                                                               |
| (VU) | Vulnérable              | L'espèce fait face à un gros risque d'extinction à l'état sauvage.                                                                                    |
| (NT) | Quasi menacé            | L'espèce ne satisfait pas un ou plusieurs des critères prévus qui permettraient de la catégoriser, mais pourrait risquer de s'éteindre dans le futur. |
| (LC) | Préoccupation mineure   | Il n'y a pas de risque identifiable pour l'espèce. |
| (DD) | Données insuffisantes   | Il n'y a pas d'information adéquate qui permettraient de faire une évaluation des risques pour cette espèce.                                          |
| (NE) | Non évalué              | L'espèce n'a pas encore été confrontée aux critères précédents, n'est pas reconnue par l'UICN ou bien s'est éteinte avant le XVIe siècle.             |

## Ordre:Primates

### Famille:Hominidés
| Nom binominal, nom vulgaire et citation d'auteurs | Nom vulgaire estonien (langue officielle de l'Estonie) | Origine et statut en Estonie | Aire de répartition                    | Statut UICN mondial | Image         |
| ------------------------------------------------- | ------------------------------------------------------ | ---------------------------- | -------------------------------------- | ------------------- | ------------- |
| Homo sapiens (Homme moderne) Linnaeus, 1758       | Inimene                                                | Autochtone,                  | Aire de répartition de l'Homme moderne | [ 2 ]               | Homme moderne |

## Ordre:Lagomorphes

### Famille:Léporidés
| Nom binominal, nom vulgaire et citation d'auteurs | Nom vulgaire estonien (langue officielle de l'Estonie) | Origine et statut en Estonie | Aire de répartition                    | Statut UICN mondial | Image           |
| ------------------------------------------------- | ------------------------------------------------------ | ---------------------------- | -------------------------------------- | ------------------- | --------------- |
| Lepus europaeus (Lièvre d'Europe) Pallas, 1778    | Halljänes                                              | Autochtone                   | Aire de répartition du Lièvre d'Europe | [ 3 ]               | Lièvre d'Europe |
| Lepus timidus (Lièvre variable) Linnaeus, 1758    | Valgejänes                                             | Autochtone                   | Aire de répartition du Lièvre variable | [ 4 ]               | Lièvre variable |

## Ordre:Rodentiens

### Famille:Castoridés
| Nom binominal, nom vulgaire et citation d'auteurs | Nom vulgaire estonien (langue officielle de l'Estonie) | Origine et statut en Estonie | Aire de répartition                     | Statut UICN mondial | Image            |
| ------------------------------------------------- | ------------------------------------------------------ | ---------------------------- | --------------------------------------- | ------------------- | ---------------- |
| Castor fiber (Castor d'Eurasie) Linnaeus, 1758    | Euroopa kobras                                         | Autochtone (Réintroduit),    | Aire de répartition du Castor d'Eurasie | [ 5 ]               | Castor d'Eurasie |

### Famille:Dipodidés
| Nom binominal, nom vulgaire et citation d'auteurs      | Nom vulgaire estonien (langue officielle de l'Estonie) | Origine et statut en Estonie | Aire de répartition                            | Statut UICN mondial | Image                |
| ------------------------------------------------------ | ------------------------------------------------------ | ---------------------------- | ---------------------------------------------- | ------------------- | -------------------- |
| Sicista betulina (Siciste des bouleaux) (Pallas, 1779) | Kasetriibik                                            | Autochtone                   | Aire de répartition de la Siciste des bouleaux | [ 6 ]               | Siciste des bouleaux |

### Famille:Cricétidés
| Nom binominal, nom vulgaire et citation d'auteurs                        | Nom vulgaire estonien (langue officielle de l'Estonie) | Origine et statut en Estonie | Aire de répartition                         | Statut UICN mondial | Image                |
| ------------------------------------------------------------------------ | ------------------------------------------------------ | ---------------------------- | ------------------------------------------- | ------------------- | -------------------- |
| Arvicola amphibius (Campagnol terrestre) (Linnaeus, 1758)                | Mügri                                                  | Autochtone                   | Aire de répartition du Campagnol terrestre  | [ 7 ]               | Campagnol terrestre  |
| Microtus oeconomus (Campagnol nordique) (Pallas, 1776)                   | Soo-uruhiir                                            | Autochtone (Disparu),        | Illustration manquante                      | [ 9 ]               | Campagnol nordique   |
| Microtus agrestis (Campagnol agreste) (Linnaeus, 1761)                   | Niidu-uruhiir                                          | Autochtone                   | Aire de répartition du Campagnol agreste    | [ 10 ]              | Campagnol agreste    |
| Microtus arvalis (Campagnol des champs) (Pallas, 1778)                   | Põld-uruhiir                                           | Autochtone                   | Aire de répartition du Campagnol des champs | [ 11 ]              | Campagnol des champs |
| Microtus levis (Campagnol d'Ondrias) Miller, 1908                        | Kuhja-uruhiir                                          | Autochtone                   | Illustration manquante                      | [ 12 ]              | Campagnol d'Ondrias  |
| Microtus subterraneus (Campagnol souterrain) (de Sélys Longchamps, 1836) | Võsa-uruhiir                                           | Autochtone                   | Illustration manquante                      | [ 13 ]              | Campagnol souterrain |
| Myodes glareolus (Campagnol roussâtre) Schreber, 1780                    | Harilik leethiir                                       | Autochtone                   | Aire de répartition du Campagnol roussâtre  | [ 14 ]              | Campagnol roussâtre  |
| Ondatra zibethicus (Rat musqué) (Linnaeus, 1766)                         | Ondatra                                                | Allochtone (Introduit),      | Aire de répartition du Rat musqué           | [ 15 ]              | Rat musqué           |

### Famille:Muridés
| Nom binominal, nom vulgaire et citation d'auteurs       | Nom vulgaire estonien (langue officielle de l'Estonie) | Origine et statut en Estonie | Aire de répartition                     | Statut UICN mondial | Image            |
| ------------------------------------------------------- | ------------------------------------------------------ | ---------------------------- | --------------------------------------- | ------------------- | ---------------- |
| Apodemus agrarius (Mulot rayé) (Pallas, 1771)           | Juttselg-hiir                                          | Autochtone                   | Illustration manquante                  | [ 16 ]              | Mulot rayé       |
| Apodemus flavicollis (Mulot à collier) (Melchior, 1834) | Kaelushiir                                             | Autochtone                   | Aire de répartition du Mulot à collier  | [ 17 ]              | Mulot à collier  |
| Apodemus uralensis (Mulot pygmée) (Pallas, 1811)        | Väike-metshiir                                         | Autochtone                   | Aire de répartition du Mulot pygmée     | [ 18 ]              | Mulot pygmée     |
| Micromys minutus (Rat des moissons) (Pallas, 1771)      | Pisihiir                                               | Autochtone                   | Aire de répartition du Rat des moissons | [ 19 ]              | Rat des moissons |
| Mus musculus (Souris grise) Linnaeus, 1758              | Koduhiir                                               | Allochtone (Introduit),      | Aire de répartition de la Souris grise  | [ 20 ]              | Souris grise     |
| Rattus norvegicus (Rat surmulot) (Berkenhout, 1769)     | Rändrott                                               | Allochtone (Introduit)       | Aire de répartition du Rat surmulot     | [ 22 ]              | Rat surmulot     |
| Rattus rattus (Rat noir) (Linnaeus, 1758)               | Kodurott                                               | Allochtone (Introduit)       | Aire de répartition du Rat noir         | [ 23 ]              | Rat noir         |

### Famille:Gliridés
| Nom binominal, nom vulgaire et citation d'auteurs     | Nom vulgaire estonien (langue officielle de l'Estonie) | Origine et statut en Estonie | Aire de répartition                 | Statut UICN mondial | Image        |
| ----------------------------------------------------- | ------------------------------------------------------ | ---------------------------- | ----------------------------------- | ------------------- | ------------ |
| Eliomys quercinus (Lérot commun) (Linnaeus, 1766)     | Lagrits                                                | Autochtone                   | Aire de répartition du Lérot commun | [ 24 ]              | Lérot commun |
| Muscardinus avellanarius (Muscardin) (Linnaeus, 1758) | Pähklinäpp                                             | Autochtone                   | Aire de répartition du Muscardin    | [ 25 ]              | Muscardin    |

### Famille:Sciuridés
| Nom binominal, nom vulgaire et citation d'auteurs        | Nom vulgaire estonien (langue officielle de l'Estonie) | Origine et statut en Estonie | Aire de répartition                          | Statut UICN mondial | Image                 |
| -------------------------------------------------------- | ------------------------------------------------------ | ---------------------------- | -------------------------------------------- | ------------------- | --------------------- |
| Pteromys volans (Polatouche de Sibérie) (Linnaeus, 1758) | Lendorav                                               | Autochtone                   | Aire de répartition du Polatouche de Sibérie | [ 26 ]              | Polatouche de Sibérie |
| Sciurus vulgaris (Écureuil roux) Linnaeus, 1758          | Orav                                                   | Autochtone                   | Aire de répartition de l'Écureuil roux       | [ 27 ]              | Écureuil roux         |

## Ordre:Érinacéomorphes

### Famille:Érinacéidés
| Nom binominal, nom vulgaire et citation d'auteurs                  | Nom vulgaire estonien (langue officielle de l'Estonie) | Origine et statut en Estonie | Aire de répartition                                  | Statut UICN mondial | Image                         |
| ------------------------------------------------------------------ | ------------------------------------------------------ | ---------------------------- | ---------------------------------------------------- | ------------------- | ----------------------------- |
| Erinaceus europaeus (Hérisson d'Europe occidentale) Linnaeus, 1758 | Siil                                                   | Autochtone                   | Aire de répartition du Hérisson d'Europe occidentale | [ 28 ]              | Hérisson d'Europe occidentale |
| Erinaceus roumanicus (Hérisson des Balkans) Barrett-Hamilton, 1900 | Lõunasiil                                              | Autochtone                   | Aire de répartition du Hérisson des Balkans          | [ 29 ]              | Hérisson des Balkans          |

## Ordre:Soricomorphes

### Famille:Soricidés
| Nom binominal, nom vulgaire et citation d'auteurs           | Nom vulgaire estonien (langue officielle de l'Estonie) | Origine et statut en Estonie | Aire de répartition                             | Statut UICN mondial | Image                 |
| ----------------------------------------------------------- | ------------------------------------------------------ | ---------------------------- | ----------------------------------------------- | ------------------- | --------------------- |
| Crocidura suaveolens (Crocidure des jardins) (Pallas, 1811) | — aucun —                                              | Autochtone (Disparu)         | Aire de répartition de la Crocidure des jardins | [ 30 ]              | Crocidure des jardins |
| Neomys anomalus (Crossope de Miller) Cabrera, 1907          | — aucun —                                              | Autochtone                   | Aire de répartition de la Crossope de Miller    | [ 32 ]              | Crossope de Miller    |
| Neomys fodiens (Crossope aquatique) (Pennant, 1771)         | Vesimutt                                               | Autochtone                   | Aire de répartition de la Crossope aquatique    | [ 33 ]              | Crossope aquatique    |
| Sorex araneus (Musaraigne carrelet) Linnaeus, 1758          | Mets-karihiir                                          | Autochtone                   | Aire de répartition de la Musaraigne carrelet   | [ 34 ]              | Musaraigne carrelet   |
| Sorex caecutiens (Musaraigne masquée) Laxmann, 1788         | Laane-karihiir                                         | Autochtone                   | Aire de répartition de la Musaraigne masquée    | [ 35 ]              | Musaraigne masquée    |
| Sorex minutissimus (Musaraigne naine) Zimmermann, 1780      | Kääbus-karihiir                                        | Autochtone (Disparu)         | Aire de répartition de la Musaraigne naine      | [ 36 ]              | Musaraigne naine      |
| Sorex minutus (Musaraigne pygmée) Linnaeus, 1766            | Väike-karihiir                                         | Autochtone                   | Aire de répartition de la Musaraigne pygmée     | [ 37 ]              | Musaraigne pygmée     |

### Famille:Talpidés
| Nom binominal, nom vulgaire et citation d'auteurs | Nom vulgaire estonien (langue officielle de l'Estonie) | Origine et statut en Estonie | Aire de répartition                      | Statut UICN mondial | Image          |
| ------------------------------------------------- | ------------------------------------------------------ | ---------------------------- | ---------------------------------------- | ------------------- | -------------- |
| Talpa europaea (Taupe d'Europe) Linnaeus, 1758    | Mutt                                                   | Autochtone                   | Aire de répartition de la Taupe d'Europe | [ 38 ]              | Taupe d'Europe |

## Ordre:Chiroptères

### Famille:Vespertilionidés
| Nom binominal, nom vulgaire et citation d'auteurs                             | Nom vulgaire estonien (langue officielle de l'Estonie) | Origine et statut en Estonie | Aire de répartition                                | Statut UICN mondial | Image                    |
| ----------------------------------------------------------------------------- | ------------------------------------------------------ | ---------------------------- | -------------------------------------------------- | ------------------- | ------------------------ |
| Myotis brandtii (Murin de Brandt) (Eversmann, 1845)                           | Tõmmulendlane                                          | Autochtone                   | Aire de répartition du Murin de Brandt             | [ 39 ]              | Murin de Brandt          |
| Myotis dasycneme (Murin des marais) (Boie, 1825)                              | Tiigilendlane                                          | Autochtone                   | Aire de répartition du Murin des marais            | [ 40 ]              | Murin des marais         |
| Myotis daubentonii (Murin de Daubenton) (Kuhl, 1817)                          | Veelendlane                                            | Autochtone                   | Aire de répartition du Murin de Daubenton          | [ 41 ]              | Murin de Daubenton       |
| Myotis mystacinus (Murin à moustaches) (Kuhl, 1817)                           | Habelendlane                                           | Autochtone                   | Aire de répartition du Murin à moustaches          | [ 42 ]              | Murin à moustaches       |
| Myotis nattereri (Murin de Natterer) (Kuhl, 1817)                             | Nattereri lendlane                                     | Autochtone                   | Aire de répartition du Murin de Natterer           | [ 43 ]              | Murin de Natterer        |
| Eptesicus nilssonii (Sérotine de Nilsson) (Keyserling & Blasius, 1839)        | Põhja-nahkhiir                                         | Autochtone                   | Aire de répartition de la Sérotine de Nilsson      | [ 44 ]              | Sérotine de Nilsson      |
| Nyctalus noctula (Noctule commune) (Schreber, 1774)                           | Suurvidevlane                                          | Autochtone                   | Aire de répartition de la Noctule commune          | [ 45 ]              | Noctule commune          |
| Pipistrellus nathusii (Pipistrelle de Nathusius) (Keyserling & Blasius, 1839) | Pargi-nahkhiir                                         | Autochtone                   | Aire de répartition de la Pipistrelle de Nathusius | [ 46 ]              | Pipistrelle de Nathusius |
| Pipistrellus pipistrellus (Pipistrelle commune) (Schreber, 1774)              | Kääbus-nahkhiir                                        | Autochtone                   | Aire de répartition de la Pipistrelle commune      | [ 47 ]              | Pipistrelle commune      |
| Pipistrellus pygmaeus (Pipistrelle pygmée) (Leach, 1825)                      | Pügmee-nahkhiir                                        | Autochtone                   | Aire de répartition de la Pipistrelle pygmée       | [ 48 ]              | Pipistrelle pygmée       |
| Barbastella barbastellus (Barbastelle d'Europe) (Schreber, 1774)              | Euroopa laikõrv                                        | Peut-être autochtone,        | Aire de répartition de la Barbastelle d'Europe     | [ 50 ]              | Barbastelle d'Europe     |
| Plecotus auritus (Oreillard roux) (Linnaeus, 1758)                            | Suurkõrv                                               | Autochtone                   | Aire de répartition de l'Oreillard roux            | [ 51 ]              | Oreillard roux           |
| Vespertilio murinus (Sérotine bicolore) Linnaeus, 1758                        | Hõbe-nahkhiir                                          | Autochtone                   | Aire de répartition de la Sérotine bicolore        | [ 52 ]              | Sérotine bicolore        |

## Ordre:Cétacés

### Famille:Balænoptéridés
| Nom binominal, nom vulgaire et citation d'auteurs         | Nom vulgaire estonien (langue officielle de l'Estonie) | Origine et statut en Estonie | Aire de répartition                       | Statut UICN mondial | Image           |
| --------------------------------------------------------- | ------------------------------------------------------ | ---------------------------- | ----------------------------------------- | ------------------- | --------------- |
| Megaptera novaeangliae (Baleine à bosse) (Borowski, 1781) | Küürvaal                                               | Erratique,                   | Aire de répartition de la Baleine à bosse | [ 53 ]              | Baleine à bosse |

### Famille:Delphinidés
| Nom binominal, nom vulgaire et citation d'auteurs                      | Nom vulgaire estonien (langue officielle de l'Estonie) | Origine et statut en Estonie | Aire de répartition                                 | Statut UICN mondial | Image                        |
| ---------------------------------------------------------------------- | ------------------------------------------------------ | ---------------------------- | --------------------------------------------------- | ------------------- | ---------------------------- |
| Tursiops truncatus (Grand Dauphin commun) (Montagu, 1821)              | Afaliin                                                | Erratique                    | Aire de répartition du Grand Dauphin commun         | [ 54 ]              | Grand Dauphin commun         |
| Lagenorhynchus albirostris (Lagénorhynque à rostre blanc) (Gray, 1846) | Valgekoondelfiin                                       | Erratique                    | Aire de répartition du Lagénorhynque à rostre blanc | [ 55 ]              | Lagénorhynque à rostre blanc |

### Famille:Monodontidés
| Nom binominal, nom vulgaire et citation d'auteurs | Nom vulgaire estonien (langue officielle de l'Estonie) | Origine et statut en Estonie | Aire de répartition            | Statut UICN mondial | Image   |
| ------------------------------------------------- | ------------------------------------------------------ | ---------------------------- | ------------------------------ | ------------------- | ------- |
| Delphinapterus leucas (Bélouga) (Pallas, 1776)    | Valgevaal                                              | Erratique                    | Aire de répartition du Bélouga | [ 57 ]              | Bélouga |

### Famille:Phocœnidés
| Nom binominal, nom vulgaire et citation d'auteurs    | Nom vulgaire estonien (langue officielle de l'Estonie) | Origine et statut en Estonie | Aire de répartition                    | Statut UICN mondial | Image           |
| ---------------------------------------------------- | ------------------------------------------------------ | ---------------------------- | -------------------------------------- | ------------------- | --------------- |
| Phocoena phocoena (Marsouin commun) (Linnaeus, 1758) | Pringel                                                | Erratique                    | Aire de répartition du Marsouin commun | [ 58 ]              | Marsouin commun |

## Ordre:Artiodactyles

### Famille:Bovidés
| Nom binominal, nom vulgaire et citation d'auteurs | Nom vulgaire estonien (langue officielle de l'Estonie) | Origine et statut en Estonie | Aire de répartition                     | Statut UICN mondial | Image            |
| ------------------------------------------------- | ------------------------------------------------------ | ---------------------------- | --------------------------------------- | ------------------- | ---------------- |
| Bison bonasus (Bison d'Europe) (Linnaeus, 1758)   | Euroopa piison                                         | Autochtone (Disparu)         | Aire de répartition du Bison d'Europe   | [ 60 ]              | Bison d'Europe   |
| Bos taurus (Taurin) Linnaeus, 1758                | Veis                                                   | Autochtone (Disparu)         | Aire de répartition du Taurin           | (NE)                |                  |
| Ovis aries (Mouflon oriental) Linnaeus, 1758      | Muflon                                                 | Allochtone (Introduit)       | Aire de répartition du Mouflon oriental | [ 63 ]              | Mouflon oriental |

### Famille:Cervidés
| Nom binominal, nom vulgaire et citation d'auteurs         | Nom vulgaire estonien (langue officielle de l'Estonie) | Origine et statut en Estonie          | Aire de répartition                       | Statut UICN mondial | Image              |
| --------------------------------------------------------- | ------------------------------------------------------ | ------------------------------------- | ----------------------------------------- | ------------------- | ------------------ |
| Alces alces (Élan) (Linnaeus, 1758)                       | Põder                                                  | Autochtone                            | Aire de répartition de l'Élan             | [ 64 ]              | Élan               |
| Capreolus capreolus (Chevreuil européen) (Linnaeus, 1758) | Metskits                                               | Autochtone                            | Aire de répartition du Chevreuil européen | [ 65 ]              | Chevreuil européen |
| Rangifer tarandus (Renne) (Linnaeus, 1758)                | Põhjapõder                                             | Autochtone (Disparu)                  | Aire de répartition du Renne              | [ 67 ]              | Renne              |
| Cervus elaphus (Cerf élaphe) Linnaeus, 1758               | Punahirv                                               | Autochtone                            | Aire de répartition du Cerf élaphe        | [ 68 ]              | Cerf élaphe        |
| Cervus nippon (Cerf sika) Temminck, 1838                  | Tähnikhirv                                             | Allochtone (Peut-être non acclimaté), | Illustration manquante                    | [ 70 ]              | Cerf sika          |
| Dama dama (Daim européen) (Linnaeus, 1758)                | Kabehirv                                               | Allochtone (Introduit)                | Aire de répartition du Daim européen      | [ 71 ]              | Daim européen      |

### Famille:Suidés
| Nom binominal, nom vulgaire et citation d'auteurs | Nom vulgaire estonien (langue officielle de l'Estonie) | Origine et statut en Estonie | Aire de répartition                       | Statut UICN mondial | Image              |
| ------------------------------------------------- | ------------------------------------------------------ | ---------------------------- | ----------------------------------------- | ------------------- | ------------------ |
| Sus scrofa (Sanglier d'Eurasie) Linnaeus, 1758    | Metssiga                                               | Autochtone                   | Aire de répartition du Sanglier d'Eurasie | [ 72 ]              | Sanglier d'Eurasie |

## Ordre:Périssodactyles

### Famille:Équidés
| Nom binominal, nom vulgaire et citation d'auteurs | Nom vulgaire estonien (langue officielle de l'Estonie) | Origine et statut en Estonie | Aire de répartition           | Statut UICN mondial | Image  |
| ------------------------------------------------- | ------------------------------------------------------ | ---------------------------- | ----------------------------- | ------------------- | ------ |
| Equus caballus (Cheval) Linnaeus, 1758            | Hobune                                                 | Autochtone (Disparu)         | Aire de répartition du Cheval | [ 74 ]              | Cheval |

## Ordre:Carnivores

### Famille:Canidés
| Nom binominal, nom vulgaire et citation d'auteurs      | Nom vulgaire estonien (langue officielle de l'Estonie) | Origine et statut en Estonie | Aire de répartition                   | Statut UICN mondial | Image          |
| ------------------------------------------------------ | ------------------------------------------------------ | ---------------------------- | ------------------------------------- | ------------------- | -------------- |
| Canis aureus (Chacal doré) Linnaeus, 1758              | Šaakal                                                 | Erratique                    | Aire de répartition du Chacal doré    | [ 76 ]              |                |
| Canis lupus (Loup gris) Linnaeus, 1758                 | Hunt                                                   | Autochtone                   | Aire de répartition du Loup gris      | [ 77 ]              | Loup gris      |
| Nyctereutes procyonoides (Chien viverrin) (Gray, 1834) | Kährik                                                 | Allochtone (Introduit)       | Aire de répartition du Chien viverrin | [ 78 ]              | Chien viverrin |
| Vulpes vulpes (Renard roux) (Linnaeus, 1758)           | Rebane                                                 | Autochtone                   | Aire de répartition du Renard roux    | [ 79 ]              | Renard roux    |

### Famille:Ursidés
| Nom binominal, nom vulgaire et citation d'auteurs | Nom vulgaire estonien (langue officielle de l'Estonie) | Origine et statut en Estonie | Aire de répartition                | Statut UICN mondial | Image     |
| ------------------------------------------------- | ------------------------------------------------------ | ---------------------------- | ---------------------------------- | ------------------- | --------- |
| Ursus arctos (Ours brun) Linnaeus, 1758           | Pruunkaru                                              | Autochtone                   | Aire de répartition de l'Ours brun | [ 80 ]              | Ours brun |

### Famille:Mustélidés
| Nom binominal, nom vulgaire et citation d'auteurs  | Nom vulgaire estonien (langue officielle de l'Estonie) | Origine et statut en Estonie          | Aire de répartition                        | Statut UICN mondial | Image             |
| -------------------------------------------------- | ------------------------------------------------------ | ------------------------------------- | ------------------------------------------ | ------------------- | ----------------- |
| Lutra lutra (Loutre commune) (Linnaeus, 1758)      | Saarmas                                                | Autochtone                            | Aire de répartition de la Loutre commune   | [ 81 ]              | Loutre commune    |
| Gulo gulo (Glouton) (Linnaeus, 1758)               | Ahm                                                    | Autochtone (Disparu, puis erratique), | Aire de répartition du Glouton             | [ 83 ]              | Glouton           |
| Martes foina (Fouine) (Erxleben, 1777)             | Kivinugis                                              | Autochtone                            | Aire de répartition de la Fouine           | [ 84 ]              | Fouine            |
| Martes martes (Martre des pins) (Linnaeus, 1758)   | Metsnugis                                              | Autochtone                            | Aire de répartition de la Martre des pins  | [ 85 ]              | Martre des pins   |
| Meles meles (Blaireau européen) (Linnaeus, 1758)   | Mäger                                                  | Autochtone                            | Aire de répartition du Blaireau européen   | [ 86 ]              | Blaireau européen |
| Mustela lutreola (Vison d'Europe) (Linnaeus, 1761) | Naarits                                                | Autochtone (Réintroduit)              | Aire de répartition du Vison d'Europe      | [ 87 ]              | Vison d'Europe    |
| Mustela erminea (Hermine) Linnaeus, 1758           | Kärp                                                   | Autochtone                            | Aire de répartition de l'Hermine           | [ 88 ]              | Hermine           |
| Mustela nivalis (Belette d'Europe) Linnaeus, 1766  | Nirk                                                   | Autochtone                            | Aire de répartition de la Belette d'Europe | [ 89 ]              | Belette d'Europe  |
| Mustela putorius (Putois d'Europe) Linnaeus, 1758  | Tuhkur                                                 | Autochtone                            | Aire de répartition du Putois d'Europe     | [ 90 ]              | Putois d'Europe   |
| Neovison vison (Vison d'Amérique) (Schreber, 1777) | Mink                                                   | Allochtone,                           | Aire de répartition du Vison d'Amérique    | [ 91 ]              | Vison d'Amérique  |

### Famille:Phocidés
| Nom binominal, nom vulgaire et citation d'auteurs               | Nom vulgaire estonien (langue officielle de l'Estonie) | Origine et statut en Estonie          | Aire de répartition                        | Statut UICN mondial | Image               |
| --------------------------------------------------------------- | ------------------------------------------------------ | ------------------------------------- | ------------------------------------------ | ------------------- | ------------------- |
| Halichoerus grypus (Phoque gris) (Fabricius, 1791)              | Hallhüljes                                             | Allochtone,                           | Aire de répartition du Phoque gris         | [ 92 ]              | Phoque gris         |
| Pagophilus groenlandicus (Phoque du Groenland) (Erxleben, 1777) | Grööni hüljes                                          | Allochtone (Disparu),                 | Aire de répartition du Phoque du Groenland | [ 95 ]              | Phoque du Groenland |
| Phoca vitulina (Phoque veau marin) Linnaeus, 1758               | Randal                                                 | Allochtone (Disparu, puis erratique), | Aire de répartition du Phoque veau marin   | [ 97 ]              | Phoque veau marin   |
| Pusa hispida (Phoque annelé) (Schreber, 1775)                   | Viigerhüljes                                           | Allochtone,                           | Aire de répartition du Phoque annelé       | [ 98 ]              | Phoque annelé       |

### Famille:Félidés
| Nom binominal, nom vulgaire et citation d'auteurs | Nom vulgaire estonien (langue officielle de l'Estonie) | Origine et statut en Estonie    | Aire de répartition                 | Statut UICN mondial | Image        |
| ------------------------------------------------- | ------------------------------------------------------ | ------------------------------- | ----------------------------------- | ------------------- | ------------ |
| Felis silvestris (Chat sauvage) Schreber, 1777    | Metskass                                               | Peut-être autochtone (Disparu), | Aire de répartition du Chat sauvage | [ 99 ]              | Chat sauvage |
| Lynx lynx (Lynx boréal) (Linnaeus, 1758)          | Ilves                                                  | Autochtone                      | Aire de répartition du Lynx boréal  | [ 100 ]             | Lynx boréal  |